# ارنست بورل
ارنست بورل (انگلیسی: Ernest Borel) سازنده ساعت است که در سال ۱۸۵۶ در نوشاتل سوئیس تأسیس شد. آنها به‌طور سنتی در بازارهای صادراتی خارج از اروپا تمرکز می‌کردند و در اواخر قرن نوزدهم جوایز زیادی از جمله مقام اول در مسابقه دقت زمان‌بندی رصدخانه نوشاتل ۱۸۶۶ را به دست آوردند.